# Табор (община)
Община Табор (словен. Občina Tabor) — община в центральній Словенії. Адміністративний центр — місто Табор. Жителі заробляють собі на життя сільським господарством і роботою в довколишніх містах.

## Населення
У 2011 році в общині проживало 1601 осіб, 807 чоловіків і 794 жінок. Чисельність економічно активного населення (за місцем проживання), 659 осіб. Середня щомісячна чиста заробітна плата одного працівника (EUR), 836,29 (в середньому по Словенії 987.39). Приблизно кожен другий житель у громаді має автомобіль (52 автомобілі на 100 жителів). Середній вік жителів склав 41,0 роки (в середньому по Словенії 41.8). 

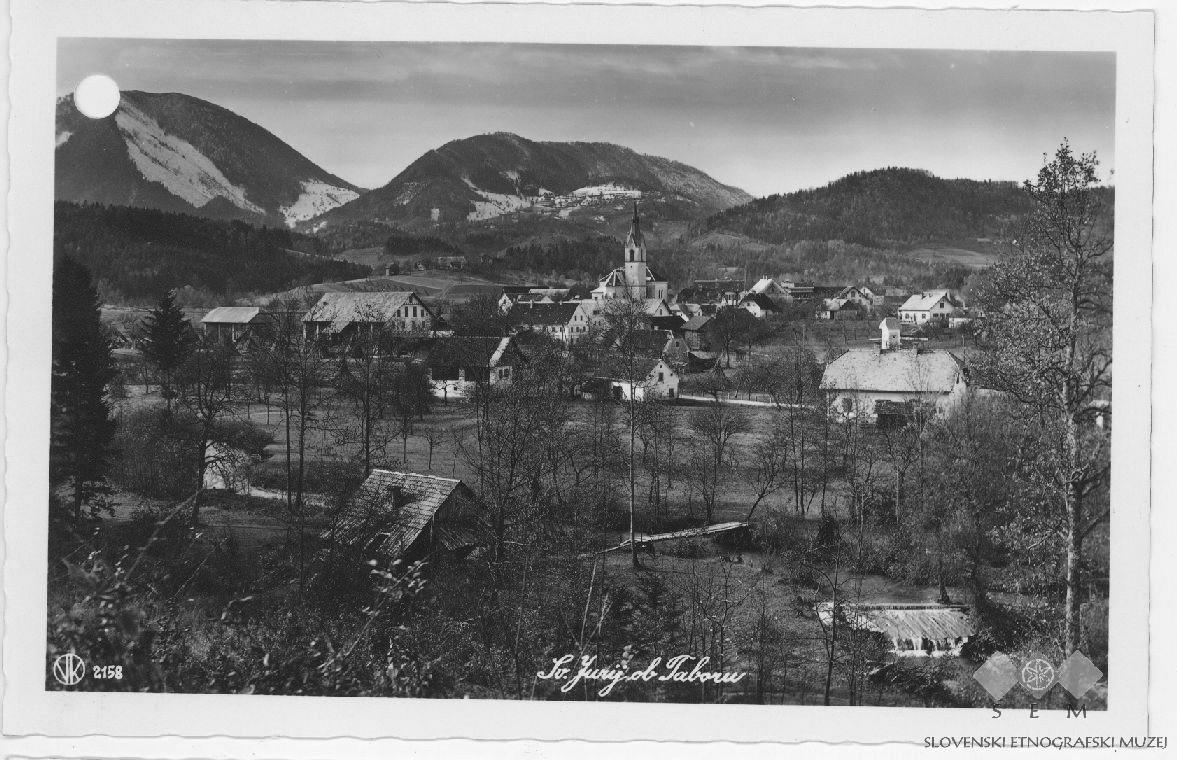
м. Табор